# José Joaquín Rojas
José Joaquín Rojas Gil (Cieza, Múrcia, 8 de junho de 1985) é um ciclista espanhol. Atualmente corre para a equipa espanhola Movistar.
Irmão do malogrado ciclista Mariano Rojas, estreia como profissional em 2006 com a equipa Liberty Seguros, ainda que já competiu como stagiaire durante os últimos meses de 2005.
Em 2011 proclamou-se em Castelló de la Plana Campeão da Espanha em Estrada em categoria absoluta, ganhando ao sprint a Alberto Contador. No Tour de France de 2011 vestiu-se com o maillot verde da regularidade depois da terceira etapa. Em 2016 coroou-se por segunda vez Campeão da Espanha em Estrada.

## Palmarés
- 2007
  - 1 etapa da Volta a Múrcia

- 2008
  - 1 troféu da Challenge Volta a Mallorca (Troféu Pollença)

- 2009
  - 1 etapa do Tour de l'Ain

- 2011
  - 1 troféu da Challenge Ciclista a Mallorca (Troféu Deiá)
  - 1 etapa da Volta à Catalunha
  - Campeonato da Espanha em Estrada

- 2012
  - 1 etapa da Volta ao País Basco

- 2014
  - 1 etapa da Volta a Castela e Leão

- 2015
  - 1 etapa do Tour de Catar

- 2016
  - Campeonato da Espanha em Estrada

## Resultados em Grandes Voltas e Campeonatos do Mundo
Durante a sua carreira desportiva tem conseguido os seguintes postos nas Grandes Voltas e nos Campeonatos do Mundo em estrada:
| Corrida            | Corrida            | 2005 | 2006 | 2007 | 2008 | 2009 | 2010 | 2011 | 2012 | 2013 | 2014 | 2015 | 2016 | 2017 | 2018 | 2019 | 2020 | 2021 | 2022 |
| ------------------ | ------------------ | ---- | ---- | ---- | ---- | ---- | ---- | ---- | ---- | ---- | ---- | ---- | ---- | ---- | ---- | ---- | ---- | ---- | ---- |
|                    | Giro d'Italia      | —    | —    | Ab.  | —    | —    | —    | —    | —    | —    | —    | —    | 49.º | 50.º | —    | 50.º | —    | —    | 69.º |
|                    | Tour de France     | —    | —    | —    | —    | 84.º | 68.º | 80.º | Ab.  | 79.º | Exp. | —    | —    | —    | Ab.  | —    | 70.º | —    | —    |
|                    | Volta a Espanha    | —    | —    | —    | —    | —    | —    | —    | Ab.  | —    | —    | 43.º | Ab.  | 22.º | —    | 30.º | 32.º | 56.º | —    |
| Mundial em Estrada | Mundial em Estrada | —    | —    | —    | —    | —    | —    | 61.º | —    | —    | —    | —    | —    | 58.º | —    | Ab.  | —    | —    | —    |

—: não participa

Ab.: abandono

Exp.: expulsado pela organização

## Equipas
- Liberty Seguros/Astana (2005-2006)
  - Liberty Seguros-Würth Team (2005)[10]
  - Astana-Würth Team (2006)
- Caisse d'Epargne/Movistar (2007-)
  - Caisse d'Epargne (2007-2010)
  - Movistar Team (2011-)